# Ostrov (Vysočina)
Ostrov é uma comuna checa localizada na região de Vysočina, distrito de Havlíčkův Brod.